# Blas Hernández Domingo
Blas Hernández Domingo (Paradinas, 1810-Logroño, 1900) fue un compositor y maestro de capilla español.

## Vida
Nació en Paradinas, una localidad de la provincia de Segovia, en 1810. A los quince años, es decir, hacia 1825 era segundo organista de la Catedral de Segovia, por lo que es de suponer que realizó su formación musical en la misma catedral.
En 1827 participó sin éxito en las posiciones para el cargo de organista de la Catedral de Santo Domingo de la Calzada. Además de Hernández, participaron Domingo Sáenz, organista de Briviesca; Luis Fraylía, del que se desconocen más datos; Domingo Prior, alférez, que había sido organista de la Catedral de El Burgo de Osma; Mariano Pérez, organista y maestro de capilla de Falces; Luis Abalzas, suplente del maestro de la Catedral de Segovia; Santos Martelo, organista de Pedroso; Benito López, profesor de órgano en el Convento Trinitario de Valladolid; Pío Pérez de Luco, organista y maestro de capilla de Nava del Rey; y finalmente Nicolás Ledesma, en ese momento organista en Autol. Las oposiciones fueron muy duras y Hernández no ocupó los primeros puestos, aunque no salió mal parado, siendo ganador Mariano Pérez, a pesar de realizar unas pruebas más bien mediocres.
En 1830 quedó vacante la organistía de Autol, al partir Nicolás Ledesma a Bilbao, por lo que se organizaron unas oposiciones a las que presentaron nada menos que 17 candidatos. El examinador, José Ángel Martinchique, maestro de capilla de la Catedral de Calahorra, se decidió por Hernández, que ganó las oposiciones.
Tres años más tarde, a comienzos de 1833, Hernández pasaba a ser organista de la Catedral de Santo Domingo de la Calzada, ya que Mariano Pérez había conseguido una plaza de tenor en El Pila de Zaragoza en febrero de 1832. Hernández había ganado las oposiciones realizadas en 1832 a las que se había presentado una parte de los candidatos de 1827, como Pío Pérez de Luco o Domingo Sanz. Entre los examinadores estaba José Ángel Martinchique, que realizó la evaluación con Juan Felipe Gallaga, organista de la Catedral de Calahorra. La organistía en Santo Domingo de la Calzada había estado vacante durante algún tiempo, mientras el cabildo buscaba el candidato ideal. El cargo venía con una renta de 400 ducados, un sueldo nada despreciable en la época.
En diciembre de 1833 el cabildo decidió unir los cargos de organista y maestro de capilla tras el fallecimiento prematuro del maestro Vicente Blanco. Tras la desamortización, las iglesias españolas pasaban dificultades debido a la irregularidad del pago de los sueldos, en ese momento responsabilidad del Gobierno, que resultaba «precario e inseguro». En 1842 Hernández se dirigió al cabildo para anunciar su partida a Logroño, donde pensaba ir con toda su familia para ganarse la vida dando clases de música, «obligación tan sagrada de sostener a su familia». En Santo Domingo de la Calzada quedaba su discípulo León Aedo y Hernández prometió ir «dos o tres días antes para disponer los papeles y arreglar el órgano» en las fiestas de guardar.
En 1838 había fallecido Pedro Ignacio Pérez, organista y maestro de capilla de La Redonda de Logroño, y se tardó hasta 1843 para organizar unas oposiciones en busca de un sustituto. Blas Hernández tenía ser el juez, pero debido a un incidente «por el cual debía vindicarse zaherido en su profesión por uno de los opositores», decidió presentarse como candidato. Se llamó a José Enguera, organista de la Catedral de Calahorra, para ejercer de examinador. Naturalmente Hernández ganó la plaza.
El concordato de 1851 concedía a la Catedral que el sochantre y el maestro de capilla fuesen sacerdotes beneficiados, pero Hernández había obtenido el cargo antes, por lo que tenía derecho a mantenerlo hasta su muerte o jubilación, a pesar de estar casado. Pero aun así se eligió a Cipriano Bermejo y Navajas en 1875 como organista, aunque sin ejercer el cargo, hasta que en 1879 obtuvo la organistía en la Catedral de Calahorra. Le sucedería Francisco Pérez de Viñaspre hasta 1884 y a este el antiguo sochantre, Atanasio Lacalle.
A los 85 años, en 1895, Hernández pidió licencia para pasar el invierno en Barcelona con su hijo y también pidió la jubilación. El cabildo le concedió dos meses de licencia, pero no le concedió la jubilación, afirmando que lo tendría en consideración cuando volviese. Al año siguiente el hijo, Donato Hernández, solicitó la jubilación del padre, pero obtuvo la misma respuesta. Las últimas noticias de Hernández en las actas capitulares son de 1899, cuando pidió una licencia y algo de dinero para el viaje para visitar a su hermano en la provincia de Segovia. Se le concedió la licencia pero no el dinero. El 10 de marzo de 1900 las actas capitulares informan del fallecimiento de Hernández con 89 años. Le sucedió en el cargo Atanasio Lacalle, aunque con protesta por considerarse demasiado mayor.

## Obra
En 1837 editó su Manual armónico o Método teórico elemental de la composición de música ;que enseña a más de los primeros rudimentos del divino arte para los filarmónicos ... en la imprenta de Félix Delgado en Logroño.
En la Catedral de Santo Domingo de la Calzada se mantienen 64 composiciones suyas; en el archivo diocesano de Logroño unas ciento una. También compuso obra no religiosa, como el vals El catalán, publicado en Barcelona en 1875 y vendido por 7 pesetas.